# Batasio fasciolatus
Batasio fasciolatus és una espècie de peix de la família dels bàgrids i de l'ordre dels siluriformes.

## Morfologia
Els mascles poden assolir els 7,1 cm de longitud total.

## Distribució geogràfica
Es troba al riu Brahmaputra a l'Índia.